# Aeromonadaceae
Aeromonadaceae es una familia de bacterias perteneciente al orden de los Aeromonadales.
Los representantes de esta familia son proteobacterias Gram-negativas que viven en los suelos.